# Bischofswerda
Bischofswerda est une ville de Saxe (Allemagne), située dans l'Arrondissement de Bautzen, dans le district de Dresde.

## Histoire
Incendiée lors de l'occupation française au moment de la Guerre de la Sixième Coalition (1812-1814), la ville a été reconstruite dans les années suivantes par l'architecte Gottlob Friedrich Thormeyer.

## Personnalités liées à la ville
- Franz Poenitz (1850-1912), compositeur et harpiste allemand